# أل هايغ
أل هايغ (بالإنجليزية: Al Haig) هو عازف جاز وعازف بيانو أمريكي، ولد في 19 يوليو 1922 في نيوآرك في الولايات المتحدة، وتوفي في 16 نوفمبر 1982 في نيويورك في الولايات المتحدة.

## وصلات خارجية
- أل هايغ على موقع ميوزك برينز (الإنجليزية)
- أل هايغ على موقع أول ميوزيك (الإنجليزية)
- أل هايغ على موقع ديسكوغز (الإنجليزية)